# Tadeusz Król (podpułkownik)
Tadeusz Król (ur. 28 listopada 1896 we Lwowie, zm. 17 października 1969 w Krakowie) – oficer Legionów Polskich, Wojska Polskiego, Armii Krajowej oraz ludowego Wojska Polskiego, uczestnik I i II wojny światowej oraz wojny z bolszewikami, kawaler Orderu Virtuti Militari.

## Życiorys
Urodził się 28 listopada 1896 w rodzinie Wiktora i Marii ze Śliwińskich. Uczęszczał do gimnazjum realnego, następnie Szkoły Handlowej we Lwowie, w której zdał egzamin maturalny. Od 1912 był członkiem I Polskiej Drużyny Strzeleckiej .
26 sierpnia 1914 wstąpił do Legionów Polskich . Od marca 1915 jako żołnierz I batalionu 2 pułku piechoty Legionów. 26 maja 1915 został mianowany chorążym, a 1 kwietnia 1916 podporucznikiem. W lipcu 1917, po kryzysie przysięgowym, dowodził kompanią szturmową w Polskim Korpusie Posiłkowym. W lutym 1918, po bitwie pod Rarańczą, dołączył do II Korpusu Polskiego w Rosji. 11 maja tego roku w czasie bitwy pod Kaniowem „na czele 7 kompanii osłaniał odwrót oddziałów polskich /II KP/, za co otrzymał VM” .
Następnie w składzie 4 Dywizji Strzelców, później od maja 1919 już w szeregach odrodzonego Wojska Polskiego wraz z 33 pułkiem piechoty brał udział w walkach na frontach wojny polsko-bolszewickiej.
Służył także w 39 pułku piechoty, 6 pułku piechoty, 1 pułku piechoty i 26 pułku piechoty. 1 grudnia 1924 został mianowany majorem ze starszeństwem z 15 sierpnia 1924 i 18. lokatą w korpusie oficerów piechoty. W kwietniu 1928 został przesunięty w 26 pp ze stanowiska dowódcy II batalionu na stanowisko kwatermistrza. W grudniu 1929 został przeniesiony do Powiatowej Komendy Uzupełnień Kalisz na stanowisko pełniącego obowiązki kierownika I referatu administracji rezerw i zastępcy komendanta. We wrześniu 1930 został przesunięty na stanowisko komendanta PKU Kalisz. W lipcu 1935 został zwolniony z zajmowanego stanowiska i pozostawiony bez przynależności służbowej z równoczesnym oddaniem do dyspozycji dowódcy Okręg Korpusu Nr VII. Od 15 sierpnia 1937 dowodził 18 Baonem Junackich Hufców Pracy w Poznaniu. 22 września 1939 dowodzony przez niego batalion Junackich Hufców Pracy został włączony w skład Zgrupowania „Brzoza”, a 28 września po reorganizacji oddziałów podległych gen. Franciszkowi Kleebergowi stał się I batalionem 178 pułku piechoty. On sam do 1 października dowodził 178 pp .
W czasie II wojny światowej w szeregach ZWZ i Armii Krajowej. Od lipca 1942 do stycznia 1945 w Inspektoracie częstochowskim należącym do Okręgu Radom-Kielce Armii Krajowej pod pseudonimami: „Dołęga”, „Gerwazy”, „Michał”. W styczniu 1945 został mianowany podpułkownikiem. Pod koniec 1945 żołnierz ludowego Wojska Polskiego. Zdemobilizowany w 1947. Zmarł w Krakowie, pochowany na cmentarzu Witomińskim w Gdyni (sektor 1-12-16).
Tadeusz Król był żonaty z Wilhelminą Marią Szczamówną (1898–1979), z którą miał troje dzieci: Adama (1922–1992), Andrzeja (ur. 1923) i Zofię (ur. 1928).

## Ordery i odznaczenia
- Krzyż Srebrny Orderu Wojskowego Virtuti Militari nr 7005 (17 maja 1922)[14][1][15]
- Krzyż Niepodległości (6 czerwca 1931)[16][1]
- Krzyż Walecznych (trzykrotnie)[1]
- Złoty Krzyż Zasługi (10 listopada 1928)[17][1]